# Genieridium bidens
Genieridium bidens är en skalbaggsart som beskrevs av Vladimir Balthasar 1938. Genieridium bidens ingår i släktet Genieridium och familjen bladhorningar. Inga underarter finns listade i Catalogue of Life.